# دره‌بیان
دره‌بیان، روستایی از توابع بخش مرکزی شهرستان پاوه در استان کرمانشاه ایران است. این روستا از شرق با شمشیر، از غرب با چورژی همسایه است و از روستای‌های نزدیک به کوه شاهو می‌باشد.

## جمعیت
این روستا در دهستان شمشیر قرار دارد و براساس سرشماری مرکز آمار ایران در سال ۱۳۸۵، جمعیت آن ۶۳۹ نفر (۱۴۱خانوار) بوده‌است.